# Нуринський район
Нури́нський район (каз. Нұра ауданы, рос. Нуринский район) — адміністративна одиниця у складі Карагандинської області Казахстану. Адміністративний центр — селище Нура.

## Історія
Утворений 1928 року з центром у селищі Казгородок. 17 грудня 1930 року район перейшов у пряме підпорядкування республіці.
10 березня 1932 року район увійшов до складу новоствореної Карагандинської області.
2 серпня 1934 року центром району стало село Київка.

## Населення
Населення — 22655 осіб (2021; 26177 у 2009, 39236 у 1999, 47706 у 1989).

## Склад
До складу району входять 23 сільських округи та 2 селищні адміністрації:
| Поселення                           | Площа, км² | Населення, осіб (1989) | Населення, осіб (1999) | Населення, осіб (2009) | Населення, осіб (2021) | Центр         | Населені пункти |
| ----------------------------------- | ---------- | ---------------------- | ---------------------- | ---------------------- | ---------------------- | ------------- | --------------- |
| Нуринська селищна адміністрація     | -          | 8286                   | 6807                   | 5956                   | 6626                   | Нура          | 1               |
| Шубаркольська селищна адміністрація | -          | -                      | 669                    | 543                    | 1142                   | Шубарколь     | 1               |
| Акмешитський сільський округ        | -          | 1945                   | 1589                   | 960                    | 614                    | Акмешит       | 2               |
| Ахметський сільський округ          | -          | 1977                   | 1727                   | 1396                   | 1221                   | Ахмет         | 1               |
| Байтуганський сільський округ       | -          | 1766                   | 1668                   | 1297                   | 938                    | Байтуган      | 2               |
| Баликтикольський сільський округ    | -          | 1185                   | 872                    | 219                    | 192                    | Баликтиколь   | 1               |
| Баршинський сільський округ         | -          | 4051                   | 2551                   | 895                    | 641                    | Баршино       | 2               |
| Єгіндинський сільський округ        | -          | 1845                   | 1758                   | 1189                   | 993                    | Єгінді        | 1               |
| Жараспайський сільський округ       | -          | 1714                   | 1172                   | 599                    | 394                    | Жараспай      | 1               |
| Зарічний сільський округ            | -          | 1495                   | 1625                   | 1255                   | 871                    | Зарічне       | 1               |
| Індустріальний сільський округ      | -          | 1189                   | 1164                   | 1032                   | 696                    | Тассуат       | 1               |
| Каракоїнський сільський округ       | -          | 1416                   | 899                    | 547                    | 381                    | Жанбобек      | 2               |
| Каройський сільський округ          | -          | 845                    | 687                    | 586                    | 511                    | Карой         | 1               |
| Кенжарицький сільський округ        | -          | 1681                   | 1014                   | 806                    | 548                    | Ізенди        | 3               |
| Кизилтальський сільський округ      | -          | 2614                   | 2168                   | 1486                   | 1036                   | Кертінді      | 2               |
| Кобетейський сільський округ        | -          | 2461                   | 1727                   | 1534                   | 1302                   | Кобетей       | 3               |
| Корганжарський сільський округ      | -          | 1383                   | 1310                   | 1015                   | 801                    | Карім Минбаєв | 1               |
| Куланський сільський округ          | -          | 1610                   | 1065                   | 463                    | 304                    | Куланотпес    | 1               |
| Куланутпеський сільський округ      | -          | 1594                   | 1087                   | 448                    | 336                    | Куланутпес    | 3               |
| Музбельський сільський округ        | -          | 1061                   | 836                    | 762                    | 647                    | Музбел        | 1               |
| Сариозенський сільський округ       | -          | 1303                   | 703                    | 252                    | 202                    | Ткенекти      | 1               |
| Соналинський сільський округ        | -          | 1103                   | 634                    | 219                    | 122                    | Сонали        | 1               |
| Талдисайський сільський округ       | -          | 1515                   | 1195                   | 201                    | 160                    | Талдисай      | 1               |
| Тассуатський сільський округ        | -          | 2125                   | 1968                   | 1279                   | 994                    | Кайнар        | 1               |
| Шахтарський сільський округ         | -          | 1542                   | 1389                   | 1211                   | 983                    | Шахтарське    | 1               |

## Найбільші населені пункти
Населені пункти з чисельністю населення понад 1000 осіб:
| № | Населений пункт | Населення, осіб (1989) | Населення, осіб (1999) | Населення, осіб (2009) | Населення, осіб (2021) |
| - | --------------- | ---------------------- | ---------------------- | ---------------------- | ---------------------- |
| 1 | Нура            | 8286                   | 6807                   | 5956                   | 6626                   |
| 2 | Ахмет           | 1977                   | 1727                   | 1396                   | 1221                   |
| 3 | Кобетей         | 1869                   | 1596                   | 1203                   | 1157                   |
| 4 | Шубарколь       | -                      | 669                    | 543                    | 1142                   |